# Кукучінов
Кукучінов (словац. Kukučínov) — село, громада округу Левіце, Нітранський край. Кадастрова площа громади — 11.31 км².
Населення 579 осіб (станом на 31 грудня 2018 року).

## Історія
Кукучінов згадується 1293 року.

## Населення
| Рік:            | 1994. | 2004.   | 2014.   | 2024.   |
| --------------- | ----- | ------- | ------- | ------- |
| Кількість осіб: | 612   | 599     | 619     | 564     |
| Різниця:        |       | -2,12 % | +3,33 % | -8,88 % |

| Рік:            | 2023. | 2024.   |
| --------------- | ----- | ------- |
| Кількість осіб: | 571   | 564     |
| Різниця:        |       | -1,22 % |